# ولادیمیر تسوتکوف
ولادیمیر تسوتکوف (انگلیسی: Vladimir Tsvetkov) بازیکن فوتبال اهل بلغارستان بود.
وی همچنین در تیم ملی فوتبال بلغارستان بازی کرده‌است.